# Du mouron pour les petits oiseaux
Du mouron pour les petits oiseaux is een Franse filmkomedie uit 1963 onder regie van Marcel Carné.

## Verhaal
In een appartementencomplex in Parijs hebben alle bewoners wel iets te verbergen. Een ex-crimineel wil op het rechte pad komen en lijkt alleen geïnteresseerd in vogels. De nachtclubdanseres Lucie onderhoudt haar Italiaanse minnaar door tegen betaling te slapen met een slager. De vrouw van die slager houdt er zelf ook een minnaar op na. Daarnaast is er nog de eigenaar van het complex, die zich uitslooft om een oude vrouw te helpen. Wanneer de politie op een dag de ex-crimineel arresteert, komen de levens van alle bewoners samen.

## Rolverdeling
| Acteur              | Personage           |
| ------------------- | ------------------- |
| Paul Meurisse       | Armand Lodet        |
| Dany Saval          | Lucie               |
| Suzy Delair         | Antoinette          |
| Suzanne Gabriello   | Mevrouw Communal    |
| Robert Dalban       | Politie-inspecteur  |
| Jean Richard        | Louis               |
| Jeanne Fusier-Gir   | Juffrouw Pain       |
| Roland Lesaffre     | Mesjogge protestant |
| Franco Citti        | Renato              |
| Jean-Marie Proslier | Kapper              |
| Dany Logan          | Jojo                |